# Haplohymenium pseudo-triste
Haplohymenium pseudo-triste är en bladmossart som först beskrevs av Carmen Mueller, och fick sitt nu gällande namn av Broth.. Haplohymenium pseudo-triste ingår i släktet Haplohymenium och familjen Anomodontaceae. Inga underarter finns listade i Catalogue of Life.